# Zăvideni
Zăvideni – wieś w Rumunii, w okręgu Vâlcea, w gminie Prundeni. W 2011 roku liczyła 676 mieszkańców.